# Renato Ibarra
Álex Renato Ibarra Mina (Ambuquí, Ecuador; 20 de enero de 1991) es un futbolista ecuatoriano. Juega como extremo y su equipo actual es Independiente del Valle de la Serie A de Ecuador.

## Trayectoria

### El Nacional
Renato Ibarra inició su carrera en el fútbol en el Club Deportivo El Nacional, equipo con el que debutó profesionalmente el 17 de mayo de 2009 en un partido frente a Centro Deportivo Olmedo.

### Vitesse

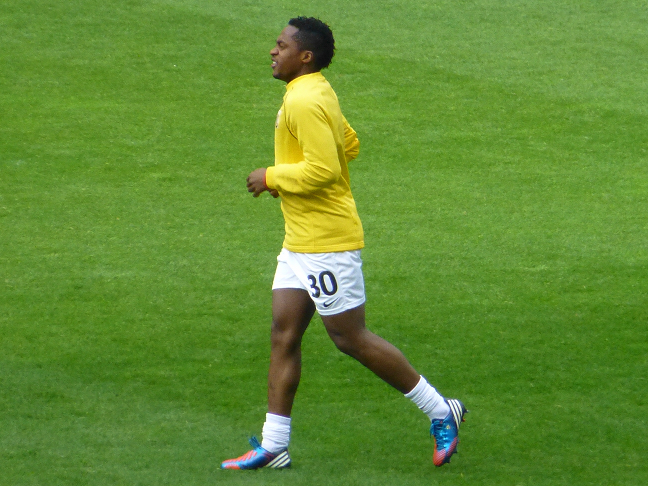
Renato Ibarra entrenando con el SBV Vitesse.

El 8 de julio de 2011 Renato fue contratado por el SBV Vitesse. El debut con el club de los Países Bajos fue el 27 de noviembre en un partido frente al FC Twente que terminó empatado a cero. Ibarra fue uno de los futbolistas más destacados en el club "aurinegro", consiguiendo el tercer lugar en la liga neerlandesa durante la temporada 2012-2013. Con su equipo participó en 95 partidos en los cuales marcó 9 goles. Fue tentado por el Swansea City  por sus destacadas participaciones con su equipo y selección.

### Club América
El 10 de junio de 2016 se oficializó el fichaje de Renato por el Club América de la Primera División de México para el Apertura 2016. El jugador fue separado del club en marzo de 2020, tras la polémica por violencia de género.

### Club Atlas
El 4 de julio de 2020 el Club Atlas informó la contratación del ecuatoriano en calidad de préstamo para el Torneo Apertura 2020. Su llegada al club fue polémica por el reciente proceso judicial en su contra por violencia familiar.

### Retorno a Club América
El 18 de agosto de 2021 vuelve a Club América para disputar el Torneo Apertura 2021 después de estar cedido al Club Atlas. En su primer partido de la temporada con las águilas anota un gol después de haber entrado de cambio.

### Club Tijuana
El 22 de diciembre de 2021 fue anunciada su llegada al Club Tijuana como refuerzo para el Clausura 2022.

### Liga Deportiva Universitaria
El 31 de diciembre de 2022 se hizo oficial su regreso a Ecuador por parte de Liga Deportiva Universitaria, con un contrato por una temporada con opción a compra. Tras finalizar la temporada dejó el club tras no renovar su contrato.

### Independiente del Valle
El 12 de enero de 2024 se incorporó a las filas del Independiente del Valle.

## Selección nacional

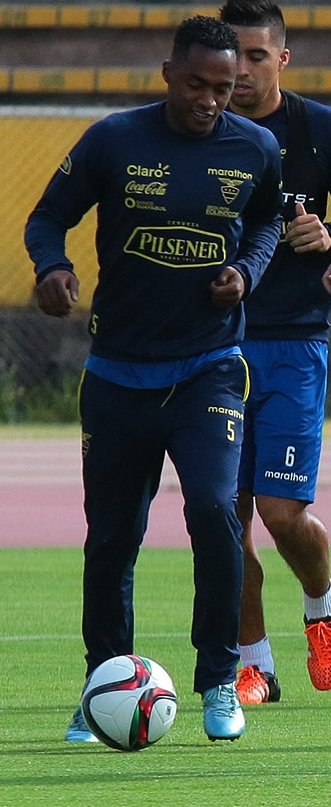
Renato Ibarra entrenando con la selección de Ecuador.

El 13 de mayo de 2014 el técnico de la selección ecuatoriana, Reinaldo Rueda, incluyó a Ibarra en la lista preliminar de 30 jugadores que representarían a Ecuador en la Copa Mundial de Fútbol de 2014. Fue confirmado en la nómina definitiva de 23 jugadores el 2 de junio.

### Participaciones en sudamericanos
| Competencia              | Sede | Resultado | Partidos | Goles |
| ------------------------ | ---- | --------- | -------- | ----- |
| Sudamericano Sub-20 2011 | Perú | 4.º lugar | 9        | 0     |

### Participaciones en Copas del Mundo Sub-17
| Competencia              | Sede     | Resultado        | Partidos | Goles |
| ------------------------ | -------- | ---------------- | -------- | ----- |
| Copa Mundial Sub-20 2011 | Colombia | Octavos de final | 0        | 0     |

### Participaciones en Copas del Mundo
| Mundial                        | Sede   | Resultado    | Partidos | Goles |
| ------------------------------ | ------ | ------------ | -------- | ----- |
| Copa Mundial de Fútbol de 2014 | Brasil | Primera fase | 1        | 0     |

### Eliminatorias mundialistas
| Torneo             | Sede            | Resultado      | Partidos | Goles |
| ------------------ | --------------- | -------------- | -------- | ----- |
| Eliminatorias 2014 | América del Sur | Clasificado    | 10       | 0     |
| Eliminatorias 2018 | América del Sur | No clasificado | 9        | 0     |
| Eliminatorias 2022 | América del Sur | Clasificado    | 3        | 0     |

### Participaciones en Copa América
| Copa              | Sede   | Resultado    | Partidos | Goles |
| ----------------- | ------ | ------------ | -------- | ----- |
| Copa América 2015 | Chile  | Primera fase | 3        | 0     |
| Copa América 2019 | Brasil | Primera fase | 0        | 0     |

### Partidos internacionales
Actualizado al último partido disputado el 17 de noviembre de 2020.
| \| N.° \| Fecha \| Ciudad \| Rival \| Resultado \| Resultado \| Competencia \| \| --- \| ------------------------ \| ---------------- \| ----------------- \| --------- \| --------- \| ------------------------------------ \| \| 1. \| 20 de abril de 2011 \| Mar del Plata \| Argentina \| 2-2 \| Empate \| Amistoso \| \| 2. \| 2 de junio de 2012 \| Buenos Aires \| Argentina \| 0-4 \| Derrota \| Eliminatorias al Mundial Brasil 2014 \| \| 3. \| 11 de septiembre de 2012 \| Montevideo \| Uruguay \| 1-1 \| Empate \| Eliminatorias al Mundial Brasil 2014 \| \| 4. \| 12 de octubre de 2012 \| Quito \| Chile \| 3-1 \| Victoria \| Eliminatorias al Mundial Brasil 2014 \| \| 5. \| 6 de febrero de 2013 \| Guimarães \| Portugal \| 3-2 \| Victoria \| Amistoso \| \| 6. \| 21 de marzo de 2013 \| Quito \| El Salvador \| 5-0 \| Victoria \| Amistoso \| \| 7. \| 26 de marzo de 2013 \| Quito \| Paraguay \| 4-1 \| Victoria \| Eliminatorias al Mundial Brasil 2014 \| \| 8. \| 29 de mayo de 2013 \| Palm Beach \| Alemania \| 2-4 \| Derrota \| Amistoso \| \| 9. \| 7 de junio de 2013 \| Lima \| Perú \| 0-1 \| Derrota \| Eliminatorias al Mundial Brasil 2014 \| \| 10. \| 11 de junio de 2013 \| Quito \| Argentina \| 1-1 \| Empate \| Eliminatorias al Mundial Brasil 2014 \| \| 11. \| 14 de agosto de 2013 \| Guayaquil \| España \| 0-2 \| Derrota \| Amistoso \| \| 12. \| 6 de septiembre de 2013 \| Barranquilla \| Colombia \| 0-1 \| Derrota \| Eliminatorias al Mundial Brasil 2014 \| \| 13. \| 10 de septiembre de 2013 \| La Paz \| Bolivia \| 1-1 \| Empate \| Eliminatorias al Mundial Brasil 2014 \| \| 14. \| 11 de octubre de 2013 \| Quito \| Uruguay \| 1-0 \| Victoria \| Eliminatorias al Mundial Brasil 2014 \| \| 15. \| 15 de octubre de 2013 \| Santiago \| Chile \| 1-2 \| Derrota \| Eliminatorias al Mundial Brasil 2014 \| \| 16. \| 15 de noviembre de 2013 \| Nueva Jersey \| Argentina \| 0-0 \| Empate \| Amistoso \| \| 17. \| 19 de noviembre de 2013 \| Houston \| Honduras \| 2-2 \| Empate \| Amistoso \| \| 18. \| 4 de junio de 2014 \| Miami \| Inglaterra \| 2-2 \| Empate \| Amistoso \| \| 19. \| 25 de junio de 2014 \| Río de Janeiro \| Francia \| 0-0 \| Empate \| Mundial Brasil 2014 \| \| 20. \| 6 de septiembre de 2014 \| Fort Lauderdale \| Bolivia \| 4-0 \| Victoria \| Amistoso \| \| 21. \| 9 de septiembre de 2014 \| Nueva Jersey \| Brasil \| 0-1 \| Derrota \| Amistoso \| \| 22. \| 10 de octubre de 2014 \| East Hartford \| Estados Unidos \| 1-1 \| Empate \| Amistoso \| \| 23. \| 31 de marzo de 2015 \| Nueva Jersey \| Argentina \| 1-2 \| Derrota \| Amistoso \| \| 24. \| 11 de junio de 2015 \| Santiago \| Chile \| 0-2 \| Derrota \| Copa América 2015 \| \| 25. \| 15 de junio de 2015 \| Valparaíso \| Bolivia \| 2-3 \| Derrota \| Copa América 2015 \| \| 26. \| 19 de junio de 2015 \| Rancagua \| México \| 2-1 \| Victoria \| Copa América 2015 \| \| 27. \| 8 de septiembre de 2015 \| Quito \| Honduras \| 2-0 \| Victoria \| Amistoso \| \| 28. \| 24 de marzo de 2016 \| Quito \| Paraguay \| 2-2 \| Empate \| Eliminatorias al Mundial Rusia 2018 \| \| 29. \| 1 de septiembre de 2016 \| Quito \| Brasil \| 0-3 \| Derrota \| Eliminatorias al Mundial Rusia 2018 \| \| 30. \| 6 de septiembre de 2016 \| Lima \| Perú \| 1-2 \| Derrota \| Eliminatorias al Mundial Rusia 2018 \| \| 31. \| 6 de octubre de 2016 \| Quito \| Chile \| 3-0 \| Victoria \| Eliminatorias al Mundial Rusia 2018 \| \| 32. \| 11 de octubre de 2016 \| La Paz \| Bolivia \| 2-2 \| Empate \| Eliminatorias al Mundial Rusia 2018 \| \| 33. \| 10 de noviembre de 2016 \| Montevideo \| Uruguay \| 1-2 \| Derrota \| Eliminatorias al Mundial Rusia 2018 \| \| 34. \| 15 de noviembre de 2016 \| Quito \| Venezuela \| 3-0 \| Victoria \| Eliminatorias al Mundial Rusia 2018 \| \| 35. \| 5 de octubre de 2017 \| Santiago \| Chile \| 1-2 \| Derrota \| Eliminatorias al Mundial Rusia 2018 \| \| 36. \| 10 de octubre de 2017 \| Quito \| Argentina \| 1-3 \| Derrota \| Eliminatorias al Mundial Rusia 2018 \| \| 37. \| 7 de septiembre de 2018 \| Harrison \| Jamaica \| 2-0 \| Victoria \| Amistoso \| \| 38. \| 11 de septiembre de 2018 \| Bridgeview \| Guatemala \| 2-0 \| Victoria \| Amistoso \| \| 39. \| 16 de noviembre de 2018 \| Lima \| Perú \| 2-0 \| Victoria \| Amistoso \| \| 40. \| 20 de noviembre de 2018 \| Ciudad de Panamá \| Panamá \| 2-1 \| Victoria \| Amistoso \| \| 41. \| 21 de marzo de 2019 \| Orlando \| Estados Unidos \| 0-1 \| Derrota \| Amistoso \| \| 42. \| 26 de marzo de 2019 \| Harrison \| Honduras \| 0-0 \| Empate \| Amistoso \| \| 43. \| 1 de junio de 2019 \| Miami Gardens \| Venezuela \| 1-1 \| Empate \| Amistoso \| \| 44. \| 9 de junio de 2019 \| Arlington \| México \| 2-3 \| Derrota \| Amistoso \| \| 45. \| 14 de noviembre de 2019 \| Portoviejo \| Trinidad y Tobago \| 3-0 \| Victoria \| Amistoso \| \| 46. \| 19 de noviembre de 2019 \| Harrison \| Colombia \| 0-1 \| Derrota \| Amistoso \| \| 47. \| 8 de octubre de 2020 \| Buenos Aires \| Argentina \| 0-1 \| Derrota \| Eliminatorias al Mundial Catar 2022 \| \| 48. \| 12 de noviembre de 2020 \| La Paz \| Bolivia \| 3-2 \| Victoria \| Eliminatorias al Mundial Catar 2022 \| \| 49. \| 17 de noviembre de 2020 \| Quito \| Colombia \| 6-1 \| Victoria \| Eliminatorias al Mundial Catar 2022 \| |                          |                  |                   |           |           |                                      |
| N.° | Fecha                    | Ciudad           | Rival             | Resultado | Resultado | Competencia                          |
| 1. | 20 de abril de 2011      | Mar del Plata    | Argentina         | 2-2       | Empate    | Amistoso                             |
| 2. | 2 de junio de 2012       | Buenos Aires     | Argentina         | 0-4       | Derrota   | Eliminatorias al Mundial Brasil 2014 |
| 3. | 11 de septiembre de 2012 | Montevideo       | Uruguay           | 1-1       | Empate    | Eliminatorias al Mundial Brasil 2014 |
| 4. | 12 de octubre de 2012    | Quito            | Chile             | 3-1       | Victoria  | Eliminatorias al Mundial Brasil 2014 |
| 5. | 6 de febrero de 2013     | Guimarães        | Portugal          | 3-2       | Victoria  | Amistoso                             |
| 6. | 21 de marzo de 2013      | Quito            | El Salvador       | 5-0       | Victoria  | Amistoso                             |
| 7. | 26 de marzo de 2013      | Quito            | Paraguay          | 4-1       | Victoria  | Eliminatorias al Mundial Brasil 2014 |
| 8. | 29 de mayo de 2013       | Palm Beach       | Alemania          | 2-4       | Derrota   | Amistoso                             |
| 9. | 7 de junio de 2013       | Lima             | Perú              | 0-1       | Derrota   | Eliminatorias al Mundial Brasil 2014 |
| 10. | 11 de junio de 2013      | Quito            | Argentina         | 1-1       | Empate    | Eliminatorias al Mundial Brasil 2014 |
| 11. | 14 de agosto de 2013     | Guayaquil        | España            | 0-2       | Derrota   | Amistoso                             |
| 12. | 6 de septiembre de 2013  | Barranquilla     | Colombia          | 0-1       | Derrota   | Eliminatorias al Mundial Brasil 2014 |
| 13. | 10 de septiembre de 2013 | La Paz           | Bolivia           | 1-1       | Empate    | Eliminatorias al Mundial Brasil 2014 |
| 14. | 11 de octubre de 2013    | Quito            | Uruguay           | 1-0       | Victoria  | Eliminatorias al Mundial Brasil 2014 |
| 15. | 15 de octubre de 2013    | Santiago         | Chile             | 1-2       | Derrota   | Eliminatorias al Mundial Brasil 2014 |
| 16. | 15 de noviembre de 2013  | Nueva Jersey     | Argentina         | 0-0       | Empate    | Amistoso                             |
| 17. | 19 de noviembre de 2013  | Houston          | Honduras          | 2-2       | Empate    | Amistoso                             |
| 18. | 4 de junio de 2014       | Miami            | Inglaterra        | 2-2       | Empate    | Amistoso                             |
| 19. | 25 de junio de 2014      | Río de Janeiro   | Francia           | 0-0       | Empate    | Mundial Brasil 2014                  |
| 20. | 6 de septiembre de 2014  | Fort Lauderdale  | Bolivia           | 4-0       | Victoria  | Amistoso                             |
| 21. | 9 de septiembre de 2014  | Nueva Jersey     | Brasil            | 0-1       | Derrota   | Amistoso                             |
| 22. | 10 de octubre de 2014    | East Hartford    | Estados Unidos    | 1-1       | Empate    | Amistoso                             |
| 23. | 31 de marzo de 2015      | Nueva Jersey     | Argentina         | 1-2       | Derrota   | Amistoso                             |
| 24. | 11 de junio de 2015      | Santiago         | Chile             | 0-2       | Derrota   | Copa América 2015                    |
| 25. | 15 de junio de 2015      | Valparaíso       | Bolivia           | 2-3       | Derrota   | Copa América 2015                    |
| 26. | 19 de junio de 2015      | Rancagua         | México            | 2-1       | Victoria  | Copa América 2015                    |
| 27. | 8 de septiembre de 2015  | Quito            | Honduras          | 2-0       | Victoria  | Amistoso                             |
| 28. | 24 de marzo de 2016      | Quito            | Paraguay          | 2-2       | Empate    | Eliminatorias al Mundial Rusia 2018  |
| 29. | 1 de septiembre de 2016  | Quito            | Brasil            | 0-3       | Derrota   | Eliminatorias al Mundial Rusia 2018  |
| 30. | 6 de septiembre de 2016  | Lima             | Perú              | 1-2       | Derrota   | Eliminatorias al Mundial Rusia 2018  |
| 31. | 6 de octubre de 2016     | Quito            | Chile             | 3-0       | Victoria  | Eliminatorias al Mundial Rusia 2018  |
| 32. | 11 de octubre de 2016    | La Paz           | Bolivia           | 2-2       | Empate    | Eliminatorias al Mundial Rusia 2018  |
| 33. | 10 de noviembre de 2016  | Montevideo       | Uruguay           | 1-2       | Derrota   | Eliminatorias al Mundial Rusia 2018  |
| 34. | 15 de noviembre de 2016  | Quito            | Venezuela         | 3-0       | Victoria  | Eliminatorias al Mundial Rusia 2018  |
| 35. | 5 de octubre de 2017     | Santiago         | Chile             | 1-2       | Derrota   | Eliminatorias al Mundial Rusia 2018  |
| 36. | 10 de octubre de 2017    | Quito            | Argentina         | 1-3       | Derrota   | Eliminatorias al Mundial Rusia 2018  |
| 37. | 7 de septiembre de 2018  | Harrison         | Jamaica           | 2-0       | Victoria  | Amistoso                             |
| 38. | 11 de septiembre de 2018 | Bridgeview       | Guatemala         | 2-0       | Victoria  | Amistoso                             |
| 39. | 16 de noviembre de 2018  | Lima             | Perú              | 2-0       | Victoria  | Amistoso                             |
| 40. | 20 de noviembre de 2018  | Ciudad de Panamá | Panamá            | 2-1       | Victoria  | Amistoso                             |
| 41. | 21 de marzo de 2019      | Orlando          | Estados Unidos    | 0-1       | Derrota   | Amistoso                             |
| 42. | 26 de marzo de 2019      | Harrison         | Honduras          | 0-0       | Empate    | Amistoso                             |
| 43. | 1 de junio de 2019       | Miami Gardens    | Venezuela         | 1-1       | Empate    | Amistoso                             |
| 44. | 9 de junio de 2019       | Arlington        | México            | 2-3       | Derrota   | Amistoso                             |
| 45. | 14 de noviembre de 2019  | Portoviejo       | Trinidad y Tobago | 3-0       | Victoria  | Amistoso                             |
| 46. | 19 de noviembre de 2019  | Harrison         | Colombia          | 0-1       | Derrota   | Amistoso                             |
| 47. | 8 de octubre de 2020     | Buenos Aires     | Argentina         | 0-1       | Derrota   | Eliminatorias al Mundial Catar 2022  |
| 48. | 12 de noviembre de 2020  | La Paz           | Bolivia           | 3-2       | Victoria  | Eliminatorias al Mundial Catar 2022  |
| 49. | 17 de noviembre de 2020  | Quito            | Colombia          | 6-1       | Victoria  | Eliminatorias al Mundial Catar 2022  |

### Goles internacionales
| \| N.° \| Fecha \| Lugar \| Rival \| Gol \| Resultado \| Resultado \| Competición \| \| --- \| ----------------------- \| ---------------------------------------- \| ------- \| --- \| --------- \| --------- \| ----------- \| \| 1. \| 7 de septiembre de 2018 \| Red Bull Arena, Harrison, Estados Unidos \| Jamaica \| 2–0 \| 2–0 \| Victoria \| Amistoso \| |                         |                                          |         |     |           |           |             |
| N.° | Fecha                   | Lugar                                    | Rival   | Gol | Resultado | Resultado | Competición |
| 1. | 7 de septiembre de 2018 | Red Bull Arena, Harrison, Estados Unidos | Jamaica | 2–0 | 2–0       | Victoria  | Amistoso    |

## Estadísticas

### Clubes
Actualizado al último partido disputado el 19 de agosto de 2025.
| Club                                   | Div.          | Temporada     | Liga  | Liga  | Copas nacionales | Copas nacionales | Copas internacionales | Copas internacionales | Total | Total | Total  |
| Club                                   | Div.          | Temporada     | Part. | Goles | Part.            | Goles            | Part.                 | Goles                 | Part. | Goles | Asist. |
| -------------------------------------- | ------------- | ------------- | ----- | ----- | ---------------- | ---------------- | --------------------- | --------------------- | ----- | ----- | ------ |
| El Nacional · Ecuador                  | 1.ª           | 2007          | 1     | 0     | Inexistentes     | Inexistentes     | Inexistentes          | Inexistentes          | 1     | 0     | 0      |
| El Nacional · Ecuador                  | 1.ª           | 2008          | 0     | 0     | Inexistentes     | Inexistentes     | Inexistentes          | Inexistentes          | 0     | 0     | 0      |
| El Nacional · Ecuador                  | 1.ª           | 2009          | 7     | 0     | Inexistentes     | Inexistentes     | Inexistentes          | Inexistentes          | 7     | 0     | 0      |
| El Nacional · Ecuador                  | 1.ª           | 2010          | 11    | 0     | Inexistentes     | Inexistentes     | Inexistentes          | Inexistentes          | 11    | 0     | 0      |
| El Nacional · Ecuador                  | 1.ª           | 2011          | 17    | 3     | Inexistentes     | Inexistentes     | Inexistentes          | Inexistentes          | 17    | 3     | 0      |
| El Nacional · Ecuador                  | Total club    | Total club    | 36    | 3     | 0                | 0                | 0                     | 0                     | 36    | 3     | 0      |
| Vitesse · Países Bajos                 | 1.ª           | 2011-12       | 23    | 3     | 1                | 0                | Inexistentes          | Inexistentes          | 24    | 3     | 3      |
| Vitesse · Países Bajos                 | 1.ª           | 2012-13       | 32    | 3     | 3                | 2                | 4                     | 0                     | 39    | 5     | 12     |
| Vitesse · Países Bajos                 | 1.ª           | 2013-14       | 33    | 1     | 3                | 0                | 2                     | 0                     | 38    | 1     | 4      |
| Vitesse · Países Bajos                 | 1.ª           | 2014-15       | 25    | 2     | 3                | 1                | Inexistentes          | Inexistentes          | 28    | 3     | 2      |
| Vitesse · Países Bajos                 | 1.ª           | 2015-16       | 16    | 0     | 1                | 0                | Inexistentes          | Inexistentes          | 17    | 0     | 2      |
| Vitesse · Países Bajos                 | Total club    | Total club    | 129   | 9     | 11               | 3                | 6                     | 0                     | 146   | 12    | 23     |
| América · México                       | 1.ª           | 2016-17       | 30    | 1     | 9                | 2                | 1                     | 0                     | 40    | 3     | 8      |
| América · México                       | 1.ª           | 2017-18       | 30    | 4     | 3                | 0                | 4                     | 1                     | 37    | 5     | 7      |
| América · México                       | 1.ª           | 2018-19       | 38    | 3     | 10               | 0                | 2                     | 1                     | 50    | 4     | 13     |
| América · México                       | 1.ª           | 2019-20       | 21    | 4     | 0                | 0                | 1                     | 0                     | 22    | 4     | 5      |
| América · México                       | 1.ª           | 2021-22       | 1     | 1     | 0                | 0                | 0                     | 0                     | 1     | 1     | 0      |
| América · México                       | Total club    | Total club    | 120   | 13    | 22               | 2                | 8                     | 2                     | 150   | 17    | 33     |
| Atlas · México                         | 1.ª           | 2020-21       | 29    | 4     | 0                | 0                | Inexistentes          | Inexistentes          | 29    | 4     | 0      |
| Atlas · México                         | Total club    | Total club    | 29    | 4     | 0                | 0                | 0                     | 0                     | 29    | 4     | 0      |
| Xolos de Tijuana · México              | 1.ª           | 2021-22       | 13    | 0     | 0                | 0                | Inexistentes          | Inexistentes          | 13    | 0     | 1      |
| Xolos de Tijuana · México              | 1.ª           | 2022-23       | 14    | 2     | 0                | 0                | —                     | —                     | 14    | 2     | 1      |
| Xolos de Tijuana · México              | Total club    | Total club    | 27    | 2     | 0                | 0                | 0                     | 0                     | 27    | 2     | 2      |
| Liga Deportiva Universitaria · Ecuador | 1.ª           | 2023          | 26    | 3     | 0                | 0                | 13                    | 1                     | 39    | 4     | 7      |
| Liga Deportiva Universitaria · Ecuador | Total club    | Total club    | 26    | 3     | 0                | 0                | 13                    | 1                     | 39    | 4     | 7      |
| Independiente del Valle · Ecuador      | 1.ª           | 2024          | 28    | 6     | 5                | 0                | 8                     | 0                     | 41    | 6     | 2      |
| Independiente del Valle · Ecuador      | 1.ª           | 2025          | 13    | 0     | 0                | 0                | 8                     | 1                     | 21    | 1     | 3      |
| Independiente del Valle · Ecuador      | Total club    | Total club    | 41    | 6     | 5                | 0                | 16                    | 1                     | 62    | 7     | 5      |
| Total carrera                          | Total carrera | Total carrera | 408   | 40    | 38               | 5                | 43                    | 4                     | 489   | 49    | 70     |
| 1. 2.                                  |               |               |       |       |                  |                  |                       |                       |       |       |        |

## Palmarés

### Campeonatos nacionales
| Título               | Club                         | País    | Año  |
| -------------------- | ---------------------------- | ------- | ---- |
| Primera División     | América                      | México  | 2018 |
| Copa México          | América                      | México  | 2019 |
| Campeón de Campeones | América                      | México  | 2019 |
| Serie A              | Liga Deportiva Universitaria | Ecuador | 2023 |

### Campeonatos internacionales
| Título                                 | Equipo                       | Año  |
| -------------------------------------- | ---------------------------- | ---- |
| Medalla de oro de Juegos Panamericanos | Selección de fútbol Sub-20   | 2007 |
| Copa Sudamericana                      | Liga Deportiva Universitaria | 2023 |

### Distinciones individuales
| Distinción               | Año  |
| ------------------------ | ---- |
| Once ideal de la Liga MX | 2016 |

## Vida privada

### Violencia familiar
El 5 de marzo de 2020 Renato Ibarra fue detenido por las autoridades por haber atacado física y verbalmente a su pareja, quien lo denunció ante las autoridades. Inmediatamente el Club América lo desvinculó oficialmente. Luego de siete días detenido y tras una segunda audiencia, el futbolista ecuatoriano quedó en libertad gracias a una suspensión provisional del caso. Renato Ibarra no fue vinculado a proceso por la tentativa de feminicidio y tentativa de aborto, pero sí lo fue por violencia familiar por lo que debe realizar una reparación del daño, la cual se acordó sería de forma económica. Además, debe tomar un curso de perspectiva de género.